# Illuminati (comics)
Pour les articles homonymes, voir Illuminati.
Les Illuminati sont une société secrète de fiction évoluant dans l'univers Marvel de la maison d'édition Marvel Comics. Créé par le scénariste Brian Michael Bendis et le dessinateur Steve McNiven, le groupe apparaît pour la première fois dans le comic book New Avengers #7 en juillet 2005.
Collaborant dans l'ombre, ce groupe informel de super-héros est formé à l'origine à la suite de la guerre Kree-Skrull mais se fait connaître bien des années plus tard.

## Historique de la publication
Les Illuminati apparaissent pour la première fois dans le comic book New Avengers #7 en juillet 2005. Ses membres se réunissent pour décider de l'action à mener au sujet de Sentry. Par la suite, d'autres comics Marvel présentèrent les origines du groupe.
Originellement, le groupe est formé après la guerre Kree-Skrull racontée dans Avengers #89-97 (1971-1972) mais leur histoire n'est détaillée qu'à partir du one-shot « New Avengers: Illuminati » (mai 2006), le prélude de l'arc narratif Civil War (2006-2007), et dans une mini-série du même nom écrite par Brian Reed.
Cela signifie donc que, malgré son apparition récente au sein de l'univers Marvel, le groupe des Illuminati possède — dans l'ombre et depuis longtemps — une influence importante sur les événements de cet univers.

## Biographie du groupe
Quand Iron Man informe les Illuminati de la formation d'une nouvelle équipe des Vengeurs à la lumière de l'évasion massive de la prison du Raft, tous sauf Namor lui souhaitent bonne chance dans ses efforts.
Iron Man procède alors à la question du héros Sentry. Bien qu'aucun des Illuminati n'ait aucun souvenir de lui, Reed Richards a découvert qu'il avait plusieurs dossiers sur Sentry, ce qui a amené le professeur Xavier à découvrir que son esprit avait été trafiqué. Les fichiers ont été utilisés pour communiquer avec Robert Reynolds, l'identité civile de Sentry. Les Illuminati ont convoqué leurs groupes respectifs pour annuler ce qui avait été fait à leurs souvenirs de Sentry. Iron Man a garanti que les Avengers assumeraient l'entière responsabilité de Sentry.
Pendant des années, les Illuminati avaient secrètement protégé la Terre. En représailles aux stratagèmes passés contre les héros de la Terre, ils se sont rendus dans le monde natal des Skrulls, qui étaient encore sous le choc de leur défaite pendant la guerre Kree-Skrull sur Terre. Faisant une démonstration de force, les Illuminati ont averti les Skrulls de ne plus interférer à nouveau dans les affaires de la Terre. Leur mission a cependant mal tourné, puisqu'ils ont été capturés. Les Skrulls ont analysé leurs captifs en termes de physiologie, de génétique et de technologie, glanant des informations sur leur comportement, jusqu'à ce qu'Iron Man soit en mesure de s'échapper. Les Illuminati ont reconnu qu'une attaque ultérieure était inévitable, tandis que l'Empire Skrull a commencé à utiliser les données qu'ils avaient compilées contre la Terre.
En utilisant un clone de Reed Richards, après avoir eu accès à son être, les Skrulls ont pu devenir indétectables par les héros de la Terre.
Le Professeur X quitta le groupe après la perte de ses pouvoirs dans le crossover House of M. Peu de temps après, les Illuminati sont amenés à résoudre le problème posé par Hulk. Ils décident, à quatre voix contre Namor, d'exiler Hulk sur une planète lointaine, pour éviter que ses colères ne provoquent de nouvelles destructions. 
Le crossover World War Hulk est consacré à la vengeance de Hulk contre ce groupe. Hulk terrasse les quatre Illuminati ayant voté pour son exil. Il ne s'attaque pas à Namor, mais combat les X-Men qui défendent le professeur X, ce dernier ayant avoué que s'il avait pris part au vote, il aurait proposé un exil provisoire, mais les laisse parce qu'il estime qu'ils ont déjà assez souffert. 
Hulk a ensuite implanté les membres Illuminati avec des disques d'obéissance et les a forcés à se battre dans son anneau de gladiateurs de fortune au Madison Square Garden. Hulk les a épargnés avant qu'ils s'entretuent, affirmant qu'il avait prouvé son point de vue au monde et raserait maintenant New York avant de partir. Ils ont survécu à la rencontre grâce à l'intervention opportune de Sentry, qui a combattu Hulk, mais a finalement perdu alors que les deux revenaient à leurs formes humaines, Banner assommant d'un coup à la tête. Hulk est ensuite revenu, mais Stark a utilisé des prototypes de satellites de défense pour annuler les pouvoirs de Hulk. 
Les Illuminati ont recherché le Beyonder qui avait joué avec plusieurs des surhumains les plus puissants de la Terre. Les Illuminati en étaient venus à croire à tort que le Beyonder était un Inhumain possédant un Géne X mutant, dont l'exposition ultérieure aux brumes Terra-gènes lui avait donné des pouvoirs divins. Flèche Noire, sous l'apparence du "roi" Beyonder, l'a convaincu d'aller dans une autre dimension en exil.
Le groupe est en théorie dissout après World War Hulk. Cependant, ils se regroupent à nouveau au début de Secret Invasion, pour décider de la conduite à tenir face aux Skrulls. Ils découvrent alors que le Flèche Noire - membre du groupe un peu avant World War Hulk - est en fait un Skrull. Ce Skrull est tué par Namor. Les Illuminati décident ensuite de ne plus se consulter, puisqu'ils ne peuvent même plus se faire confiance.

## Composition
Ce groupe informel, très réduit, est constitué de super-héros particulièrement puissants, représentant les différents groupes de héros de l'univers Marvel. Il ne s'agit pas d'un groupe ayant pour vocation de combattre ensemble, car ses membres font déjà partie d'autres équipes, souvent comme chef. Au contraire, ce groupe vise à coordonner les équipes déjà existantes.
Le groupe originel était composé de :
- Iron Man, représentant les héros de type Vengeurs (donc ceux qui composent avec les gouvernements) ;
- Mr Fantastique, représentant les héros scientifiques ;
- Namor, régnant sur les océans, représente ceux qui sont perçus comme anti-héros ;
- Flèche Noire, représentant les Inhumains ; comme Namor, représente le héros dirigeant un peuple secret (c'est en fait un Skrull) ;
- Docteur Strange, représentant les héros du côté mystique ;
- le professeur Xavier, représentant des mutants (homo superior)[10].

La Panthère noire a refusé d'intégrer le groupe, mais rejoindra tout de même l'équipe peu de temps après. 
Après la mort de Flèche Noire, Médusa l'a remplacé au sein de l’équipe.
Captain America a ensuite rejoint l’équipe, mais les Illuminati lui ont effacé la mémoire lorsqu'il a refusé de détruire un univers lors d'une incursion. Par la suite, Gueule d'or rejoindra l'équipe. 
Captain Britain, Pourpoint Jaune et Œil-de-faucon (Clint Barton) rejoindront l’équipe après que Tony Stark soit devenu le Superior Iron Man, la disparition du Docteur Strange et le départ de Gueule d'or.
Depuis 2015, Amadeus Cho et le Fauve font partie du groupe, le Fauve représentant les mutants dans le groupe à la suite de la mort de Charles Xavier.

## La Cabale
Le groupe de la Cabale (en) apparaît dans le comic book Secret Invasion #8 (janvier 2009), créée par Brian Michael Bendis et le dessinateur Leinil Francis Yu. Aussi appelée « Dark Illuminati », la Cabale est une contrepartie des Illuminati, dans le sens où elle regroupe les chefs des plus importantes factions de super-vilains en place dans l'arc narratif Dark Reign.
La Cabale est composée de Loki, The Hood, le Docteur Fatalis, Emma Frost, Namor, et est commandée par Norman Osborn. Cependant, à la fin de l'événement Dark Avengers vs X-men, on découvre qu'Emma Frost et Namor jouaient les espions pour le compte de Cyclope. Osborn recrute plus tard Le Maître de corvée, puis le groupe commence à se dissoudre quand Norman décide de s'en prendre à Fatalis et que Loki le manipule pour qu'il attaque Asgard.

## Apparitions dans d'autres médias

### Cinéma
- 2022 : Doctor Strange in the Multiverse of Madness de Sam Raimi.

Dans l'univers de la Terre-838 du Marvel Cinematic Universe, une Terre alternative à la Terre-616 de l'univers Marvel des comics :
Les Illuminati sont un conseil formé de Reed Richards/Mr. Fantastique, Maria Rambeau/Captain Marvel, Peggy Carter/Captain Carter,  Master Mordo le Sorcier Suprême, Blackagar Boltagon / Black Bolt, et dirigé par le Pr Charles Xavier. Stephen Strange / Suprême Strange faisait partie de ce conseil, mais a été exécuté pour avoir accumulé trop de pouvoirs sombres du Darkhold afin de vaincre le Thanos de cet univers et causé une incursion (collision de deux univers provoquant la destruction de l'un d'entre eux). Le QG du groupe est le baxter building, le bâtiment de la fondation Baxter dont Reed Richards est le fondateur. Le Baxter Building est gardé par des sentinelles contrôlées par l'intelligence artificielle Ultron, qui dans cet univers n'est jamais devenu malveillant grâce à Reed Richards. Le groupe sera décimé par la Sorcière Rouge, possédant la Wanda Maximoff de cet univers, ne laissant que Master Mordo en vie, car ce dernier affrontait le Docteur Strange de l'univers 616 pendant ce temps. Le groupe comptait dans ses rangs un autre membre dont l'identité est inconnue.

### Jeux vidéo
Dans Marvel : Tournoi des champions, le personnage de Hulk est considéré comme un Illuminati car il a brièvement fait partie de l’équipe pour stopper des incursions.